# Пумпер, Зузанне
Зузанне Пумпер (нем. Susanne Pumper; род. 1 сентября 1970, Вена), в девичестве Фишер (нем. Fischer) — австрийская легкоатлетка, специалистка по бегу на средние и длинные дистанции, кроссу и марафону. Выступала за сборную Австрии по лёгкой атлетике в 1990-х и 2000-х годах, обладательница серебряной медали чемпионата Европы в помещении, многократная победительница и призёрка первенств национального значения, действующая рекордсменка страны в нескольких дисциплинах, участница летних Олимпийских игр в Сиднее.

## Биография
Зузанне Пумпер родилась 1 сентября 1970 года в Вене, Австрия. Занималась лёгкой атлетикой в столичном клубе LCC Wien.
Первых серьёзных успехов добилась в сезоне 1993 года, когда стала чемпионкой Австрии по кроссу и бегу на 10 000 метров.
В 1998 году в составе австрийской сборной стартовала на чемпионате Европы по кроссу в Ферраре, заняла 40-е место.
В 1999 году в беге на 5000 метров финишировала 12-й на чемпионате мира в Севилье.
В 2000 году на соревнованиях в Линце установила ныне действующий национальный рекорд Австрии в беге на 3000 метров — 8:47.04. Благодаря череде успешных выступлений удостоилась права защищать честь страны на летних Олимпийских играх в Сиднее — на предварительном квалификационном этапе 5000 метров показала время 15:16.66, чего оказалось недостаточно для выхода в финальную стадию.
В 2001 году на соревнованиях в Лондоне установила ныне действующий рекорд Австрии в беге на 5000 метров — 15:10.54, стартовала в той же дисциплине на чемпионате мира в Эдмонтоне.
В 2002 году на домашнем чемпионате Европы в помещении в Вене стала четвёртой в 3000-метровой дисциплине.
В 2003 году на дистанции 3000 метров заняла 11-е место на чемпионате мира в помещении в Бирмингеме, бежала 5000 метров на чемпионате мира в Париже.
В 2005 году завоевала серебряную награду в дисциплине 3000 метров на чемпионате Европы в помещении в Мадриде. Помимо этого, установила рекорды Австрии в беге на 1 милю в помещении и в беге на 10 000 метров — 8:47.51 и 32:12.33 соответственно. Данные рекорды до настоящего времени остаются непревзойдёнными.
На чемпионате Европы 2006 года в Гётеборге стартовала в дисциплине 10 000 метров, в итоге сошла с дистанции.
В 2007 году среди прочего финишировала третьей на Венском марафоне и второй на Кёльнском марафоне.
В 2008 году Пумпер уличили в нарушении антидопинговых правил — её проба показала высокое содержание эритропоэтина, в результате чего спортсменку отстранили от участия в соревнованиях на 2 года. По окончании срока дисквалификации Зузанне Пумпер возобновила спортивную карьеру, в 2010 и 2011 годах успешно участвовала в соревнованиях. В 2013 году было установлено, что ещё во время своего отстранения бегунья приобретала эритропоэтин, и её вновь дисквалифицировали — на сей раз на 8 лет. При этом все её результаты последних лет были аннулированы, в том числе победа на чемпионате Австрии по марафону.
Зузанне Пумпер является чемпионкой Австрии в беге на 1500 метров (2000, 2003—2007), беге на 5000 метров (1996—1999, 2001, 2005), беге на 10000 метров (1993, 1997—2002, 2005), беге на 10 км по шоссе (2007), полумарафоне (2004, 2006), марафоне (2006), кроссу (1993, 1998).